# Yuan Shao
Yuan Shao (chinois simplifié : 袁绍) (142 à Ruyang ou 154 - 28 juin 202 à Ye), ou Yuan Chao, prénom social Benshu (本初) (Enshō Honsho en japonais), originaire de la noble famille Yuan, était un puissant seigneur de guerre de la fin de la dynastie des Han orientaux au prélude de la période des Trois Royaumes de Chine. Il occupa les territoires du nord de la Chine antique pendant la rébellion des Turbans jaunes. Il était également le demi-frère ou cousin aîné de Yuan Shu, un seigneur de la guerre qui commandait la région autour du fleuve Huai.
En 190, Yuan Shao mena une coalition de seigneurs contre Dong Zhuo à la suite du coup d'État de ce dernier. Cependant cette campagne ne connut pas réellement de succès, et, grevée de dissensions internes, finit par se dissoudre en 191. En 200, il lança une campagne contre le seigneur rival Cao Cao mais malgré une supériorité numérique écrasante, perdit la bataille de manière décisive à Guandu, puis encore une fois en 201 à Cangting. Il mourut de maladie l'année d'après à Ye, laissant Cao Cao maître du nord de la Chine.
Un des plus puissants seigneurs de guerre de son temps, Yuan Shao était réputé de son vivant comme étant un grand héros et respecté de nombre de ses ennemis. Il avait cependant un imposant ego et s'emportait rapidement. Ses échecs face à son rival Cao Cao en dépit de sa renommée, de ses avantages tant numériques que logistiques ainsi que de son abondance d'officiers de renom, donna à la postérité, notamment dans le roman des Trois Royaumes une image de dirigeant indécis, coléreux et têtu, changeant d'avis facilement.

## Biographie

### Une généalogie incertaine
Né à Ruyang (汝陽) dans le Runan (汝南), qui correspondrait à l'actuel Shangshui dans le Henan, Yuan Shao était de la noble famille des Yuan, dont les membres faisaient partie des plus hauts échelons de la bureaucratie civile de la dynastie des Han depuis l'époque de son bisaïeul Yuan An qui occupait le poste de Ministre du Peuple (un des trois ducs)) sous l'empereur Zhangdi.
Cependant la généalogie exacte de Yuan Shao demeure incertaine et varie selon les sources : le Livre de Wei présente Yuan Shao comme le fils illégitime du Ministre des Travaux Yuan Feng (également le père de Yuan Shu) ensuite déclaré héritier adoptif de son oncle Yuan Cheng. Le Livre des Han postérieurs présente Yuan Shao comme étant directement le fils de Yuan Cheng ce qui ferait de lui en fait le cousin de Yuan Shu. Dans les Chroniques des Trois Royaumes, le commentateur Pei Shongzhi fait remarquer que bien que le Livre de Wei présente Yuan Shao comme le fils de Yuan Feng, il semblerait qu'il puisse en fait être le fils de Yuan Cheng car selon la Chronique des Héros Yuan Shao perd son père peu après sa naissance ce qui exclurait le fait que Yuan Feng soit le père.
La généalogie de Yuan Shao deviendra un grand sujet de discorde entre lui et son demi-frère/cousin Yuan Shu qui le considérait comme un parvenu et refusait de le reconnaître comme aîné du clan Yuan.

### Enfance et jeunesse
D'après la Chronique des Héros, Yuan Shao perd son père peu après sa naissance et est pris en charge par ses oncles. Il est anobli au cours de son enfance puis reçoit dans sa jeunesse la charge de la magistrature de Puyang. À la mort de sa mère, il part s'installer pour six ans auprès de la tombe de ses parents pour accomplir le deuil, puis part s'installer à la capitale Luoyang où il fait la rencontre de nombreuses personnalités comme Zhang Miao et son futur rival Cao Cao. Les fréquentations de Yuan Shao et son oisiveté inquiètent fortement son oncle Yuan Wei qui finit par le sermonner et le ramener sur le droit chemin.
Il devient commandant de l'armée centrale (中军校尉) puis atteint le rang de colonel (司隶).

### Massacre des eunuques
En 189, à la mort de l'empereur Lingdi, Yuan Shao complote avec le maréchal He Jin pour mettre fin au pouvoir des eunuques à la Cour, mais ils sont arrêtés dans leurs efforts par l'impératrice douairière, la sœur de He Jin. Ayant eu vent du complot, les eunuques temporisent en suppliant He Jin et l'impératrice de les épargner. Malgré les avis contraires de Yuan Shao, He Jin décide de faire grâce aux eunuques.
Ne voulant pas en rester là, Yuan Shao décide de lancer une enquête pour dévoiler les agissements des eunuques et ordonne Yuan Shu de nommer deux cents officiers pour remplacer les gardes des eunuques dans le Palais Interdit.
He Jin tombe dans un piège et est assassiné par les eunuques dirigés par Duan Gui. Attaqué par les troupes de Yuan Shu, Duan Gui prend le nouvel empereur Shao en otage et s'enfuit du palais. Au milieu du chaos, Yuan Shao fait décapiter le commandant Xu Xiang et ordonne l'extermination systématique des eunuques du palais, peu importe leur âge. Le massacre fait plus de deux mille morts et déplore de nombreux innocents tués, car des jeunes sans barbe ou efféminés sont pris pour des eunuques et tués.
L'empereur Shaodi est ramené sain et sauf à Luoyang par le général Dong Zhuo. Ce dernier veut alors déposer l'empereur Shaodi pour mettre sur le trône le frère de celui-ci. Il espère avoir l'appui de Yuan Shao dans son entreprise, et tente de le joindre à lui. Yuan Shao fait dans un premier temps semblant d'accepter la proposition de Dong Zhuo, mais s'enfuit de la capitale et se réfugie dans la province de Ji. Il s'assure la loyauté de nombreux hauts-mandarins qui vont intercéder en sa faveur à la Cour et dissuader Dong Zhuo de l'attaquer. Craignant une éventuelle attaque du clan Yuan, et désirant toujours avoir recours à leurs services, Dong Zhuo offre à Yuan Shao le titre de gouverneur de Bohai (勃海, à proximité de l'actuel Cangzhou, Hebei) et de marquis de Kangxiang.

### Coalition contre Dong Zhuo
En 190 l'ère Chuping est proclamée. Selon la Chronique des Héros, Yuan Shao remarque que le nom de cette ère avait un caractère commun avec son prénom social, Benchu, et le prend comme un signe du destin.
Au mois de février, Yuan Shao devient ouvertement hostile envers Dong Zhuo et forme une coalition de fonctionnaires et commandants régionaux des provinces orientales comprenant notamment Cao Cao, Yuan Shu, Han Fu, Zhang Miao et Bao Xin, chacun levant une armée de plusieurs dizaines de milliers de soldats. Yuan Shao est élu chef de la coalition, prend le poste de général des chars et de la cavalerie (车骑将军) puis s'établit en garnison à Henei, sur le bord nord du fleuve Jaune, point stratégique pour attaquer Luoyang. Cependant au mois d'avril, Dong Zhuo ordonne la mise-à-sac de Luoyang et fait déplacer la capitale à Chang'an, renforçant sa position. Les échecs cuisants de Cao Cao refroidissent la coalition et plus personne n'ose attaquer Dong Zhuo.
Entre-temps, Yuan Shao et Han Fu tentent d'introniser Liu Yu, le gouverneur de la province de You (l'actuel nord du Hebei) et membre de la famille royale, mais ce dernier n'ose pas accepter. Vers 191, la confrontation avec Dong Zhuo s'est en grande partie transformée en impasse, et, les différents seigneurs de guerre ne pouvant s'entendre, la coalition se démantèle.

### Montée au pouvoir au Nord
Yuan Shao se rend compte que l'entretien de son armée dépend principalement des vivres que ses alliés lui octroient et qu'il lui faudrait prendre contrôle d'une province de façon durable pour être autonome. Il jette son dévolu sur les terres riches de la province de Ji, alors dirigés par Han Fu. Ne pouvant directement attaquer un allié, il décide d'avoir recours à un stratagème pour s'en emparer en toute légitimité. Sachant que Gongsun Zan revenait d'une campagne infructueuse contre Dong Zhuo et que lui aussi avait des vues sur ces terres, il l'incite à attaquer Han Fu. Paniqué, Han Fu abdique et offre le contrôle de sa province à Yuan Shao, espérant que celui-ci puisse venir à bout de Gongsun Zan.
Devenu gouverneur de la province de Ji, Yuan Shao prend conseil auprès de Ju Shuo. Celui-ci lui propose un plan d'action pour les années à venir dont les principaux points consistent en :
- mater la rébellion des Turbans jaunes et défaire les bandits du Heishan ;
- l'élimination de Gongsun Zan au nord ;
- la soumission des tribus Rong et Di ainsi que des Xiongnu ;
- l'unification des territoires au nord du Fleuve Jaune ;
- une fois ces bases posées, lever une grande armée pour restaurer l'Empire.

Ravi, Yuan Shao place Ju Shuo à la tête de son armée.
Dong Zhuo, inquiet de la montée en puissance de Yuan Shao, envoie à ce dernier une procession porteur d'un edit impérial afin de l'inciter à déposer les armes, mais Yuan Shao fait exécuter tous les membres de la procession. Dong Zhuo, furieux, fait exécuter tous les membres du clan Yuan, y compris le grand tuteur Yuan Wei, l'oncle de Yuan Shao.
De nombreux officiers et gouverneurs se rebellent et quittent le service de Dong Zhuo pour rejoindre celui de Yuan Shao. Dépassé par la tournure des événements, Han Fu désire rejoindre Zhang Miao. Yuan Shao envoie un émissaire auprès de Zhang Miao et, en présence de Han Fu, lui fait chuchoter quelque chose à l'oreille. Croyant que l'on complotait contre lui, Han Fu se retire dans les toilettes et se suicide.
Yuan Shao s'engage dans une alliance avec Liu Biao et Cao Cao contre son propre cousin ou demi-frère Yuan Shu qui avait rejoint Gongsun Zan. À l'hiver 191, Yuan Shao défait Gongsun Zan à la bataille du pont Jie avec l'utilisation d'arbalétriers habilement répartis. Yuan Shao se tourne ensuite vers le sud-ouest pour supprimer les bandits de Heishan. Avec l'aide à court terme de Lü Bu, Yuan Shao parvient à défaire le chef des bandits de la montagne Zhang Yan et à supprimer cette menace sur son flanc occidental.
En 196, l'empereur trouve refuge sur les rives du Hedong. Selon les Annales de l'Empereur Xiandi, Ju Shou fait miroiter à Yuan Shao la possibilité de prendre l'empereur sous son aile et d'établir la capitale à Ye, ce qui donnerait à Yuan Shao une certaine légitimité à unir l'empire. Cependant ses autres conseillers Guo Tu et Chunyu Qiong s'y opposent faisant remarquer le déclin de la dynastie Han et les divisions du royaume, ainsi que la possibilité de se faire contrecarrer leurs intentions par l'empereur lui-même si celui-ci n'était pas d'accord avec Yuan Shao. Finalement Yuan Shao rejette la proposition de Ju Shou. Finalement Cao Cao prend cette même décision, établit la capitale à Xu, et commence à unifier le centre de la Chine. Regrettant sa décision, Yuan Shao propose à Cao Cao d'établir la capitale à Juancheng, un peu plus près de son territoire, mais Cao Cao refuse. Pour amadouer Yuan Shao, Cao Cao lui offre le rang de grand commandant(太尉), mais Shao ne veut pas d'un tel poste car cela aurait fait de lui le subalterne de Cao Cao. Selon les Annales de l'Empereur Xiandi, Yuan Shao se serait écrié : « Cao Cao a failli mourir à de nombreuses reprises et c'est grâce à moi qu'il est encore en vie. Et voilà qu'il repaie mes faveurs en utilisant le Fils du Ciel pour me donner des ordres ! » Ne voulant pas froisser Yuan Shao, Cao Cao se démet de son rang de général en chef (大將軍) et l'offre à Yuan Shao. Il s'arrange également pour que l'empereur le nomme marquis de Ye (鄴侯). Yuan Shao refuse cependant le titre de marquis.
À la même époque, Yuan Shao charge chacun de ses fils du commandement d'une province. Il envoie notamment son fils aîné Yuan Tan dans la province de Qing malgré les avis contraires de son conseiller Ju Shou qui voyait là une décision désastreuse, estimant Yuan Tan incompétent pour une telle responsabilité.
En 198, Yuan Shao assiège Gongsun Zan et début 199 lui porte le coup de grâce à la bataille de Yijing.

### Lutte contre Cao Cao etbataille de Guandu
Ayant l'intention de mener une campagne contre Cao Cao et d'assiéger Xu, Yuan Shao renforce son armée en absorbant les anciens partisans de Gongsun Zan.
Selon les Chroniques des Trois Royaumes, l'armée de Yuan Shao comprend alors 100 000 fantassins d'élite et 10 000 cavaliers. L'historien Sun Cheng estime que la seule province de Ji devait héberger 300 000 hommes et Yuan Shao avait également sous son commandement les provinces de You, Bing et Qing et estime qu'un chiffre de 100000 hommes ne devrait pas être une exagération. L'Histoire du monde parle de 50 000 hommes et 8 000 cavaliers.
Yuan Shao envoie également des troupes pour venir en renfort à Liu Bei, qui venait de trahir Cao Cao et s'était établi en garnison à Pei. Cao Cao envoie des troupes pour éliminer Liu Bei mais essuie un échec.
En 200, Cao Cao décide de prendre personnellement en charge une campagne contre Liu Bei afin d'avoir par la suite le camp libre s'il faut affronter Yuan Shao. Le conseiller militaire Tian Feng suggère de profiter de cette opportunité pour attaquer Cao Cao par l'arrière mais Yuan Shao se dit trop inquiet de l'état de santé d'un de ses fils pour se préoccuper de ce genre d'affaires. Cao Cao a le champ libre pour infliger à Liu Bei une cuisante défaite.
Yuan Shao finit par déplacer son armée à Liyang et entreprend d'assiéger Liu Yan à Baima. Yuan Shao délègue cette charge à Yan Liang malgré l'avis contraire de Ju Shou qui estimait Yan Liang trop borné pour tenir un commandement. Cao Cao vient en aide à Liu Yan et défait et fait exécuter Yan Liang.
Selon les Chroniques de l'empereur Xiandi, Ju Shou est déjà pessimiste quant à la façon dont le conflit naissant avec Cao Cao évolue et expose les points qui pourront causer la perte de Yuan Shao :
- Cao Cao est un excellent stratège qui détient l'empereur ce qui offre une légitimité à ses actions ;
- malgré la supériorité écrasante de Yuan Shao, ses troupes sont encore fatiguées du conflit avec Gongsun Zan ;
- Yuan Shao s'est mal entouré en nommant des incapables à des postes importants ;
- les généraux de Yuan Shao sont arrogants et Yuan Shao lui-même extrêmement fier.

L'armée de Yuan Shao traverse alors le Hedong et s'établit à Yanjin. Yuan Shao envoie Liu Bei et Wen Chou attaquer Cao Cao mais essuie un échec. À la bataille suivante Cao Cao parvient à capturer un des grands généraux de Yuan Shao, minant le moral dans l'armée de ce dernier. Cao Cao se retire alors à Guandu pour établir ses positions.
Malgré la position extrêmement désavantageuse de Cao Cao, les quelques escarmouches qui avaient eu lieu jusqu'ici avaient porté un sérieux coup au moral de l'armée de Yuan Shao. Ju Shou fait alors le bilan suivant à Yuan Shao :
- le moral de l'armée de Cao Cao est au plus haut et le leur au plus bas ;
- Cao Cao ne dispose cependant pas des ressources agraires de Yuan Shao et ne pourra certainement pas résister à une guerre d'attrition.

Ju Shou propose en conséquence à Yuan Shao de reporter leur invasion du sud de plusieurs mois et de se contenter d'assiéger Guandu. Cependant Yuan Shao refuse une fois de plus d'écouter Ju Shou et lance une offensive générale sur Guandu. Ne pouvant résister à une attaque frontale, Cao Cao s'établit en retrait dans les fortifications de Guandu. Yuan Shao tente de venir à bout de Cao Cao par le biais de postes d'archers tirant sans cesse sur le camp de Cao Cao mais ce dernier réplique par la construction de catapultes pour décimer les archers de Yuan Shao. Les troupes de Yuan Shao donnèrent le surnom de « chariots de tonnerre » (霹雳车) à ces catapultes.
Yuan Shao tenta également la percée de tunnels vers le camp de Cao Cao mais celui-ci contrecarre ces plans à l'aide de tunnels d'interception.
Cao Cao débute également l'emploi de techniques de guérilla contre Yuan Shao pour décimer ses convois de ravitaillement.
Yuan Shao fait alors face à la famine et à de nombreuses désertions. Il charge le général Chunyu Qiong de partir à la rencontre du prochain convoi de ravitaillement pour l'escorter jusqu'au camp. Ju Shou propose d'envoyer également le général Jiang Qi afin d'escorter les deux flancs du convoi mais Yuan Shao refuse. Entretemps un autre conseiller de Yuan Shao, Xu You, furieux du peu de cas que l'on fait de ses conseils, déserte Yuan Shao pour rejoindre Cao Cao et propose un plan pour porter le coup de grâce à Yuan Shao. Cao Cao part en personne attaquer Chunyu Qiong, le bat, et coupe la voie de ravitaillement de Yuan Shao. Ce dernier tente de profiter de l'absence de Cao Cao pour porter un dernier coup à Guandu mais les généraux chargés de cette tâche se rendent.
Yuan Shao doit fuir avec Yuan Tan en laissant tout derrière lui tandis que toute son armée se soumet à Cao Cao. Ju Shou est capturé par Cao Cao qui pense employer ses talents à son bénéfice, mais Ju Shou fait remarquer que Yuan Shao tient sa famille en otage et demande à Cao Cao que celui l'exécute.

### Mort
Après sa défaite à Guandu, Tian Feng propose à Yuan Shao de reporter son invasion à plus tard le temps de se renforcer et expose un plan sur deux ans qui devrait offrir à Yuan Shao la victoire sur Cao Cao, mais Yuan Shao refuse, et devant l'insistance de Tian Feng fait exécuter ce dernier en prétextant que celui-ci démoralisait les troupes.
En 201, Yuan Shao essuie encore une défaite à la bataille de Cangting et doit faire face à de nombreux soulèvements dans la province de Ji. Constamment malade depuis sa défaite à Guandu, il meurt en 202.
Selon les Annales de l'empereur Xiandi, Yuan Shao était un homme fort aimé sur ses terres et en apprenant sa mort de nombreuses personnes le pleurent. Selon le Dian Lun avant même que ses funérailles ne soient célébrées, sa femme, Dame Liu, une personne extrêmement jalouse, fait tuer ses cinq concubines, raser leurs cadavres et tatouer leurs joues pour les défigurer de façon que celles-ci ne rejoignent pas Yuan Shao dans l'au-delà.
Ne pouvant s'entendre, les fils de Yuan Shao s'entredéchirent et Cao Cao saura profiter de leurs dissensions si bien qu'en 207 il les aura éliminés, se rendant maître de tout le nord de la Chine.
On dit que Cao Cao rendit visite à la tombe de Yuan Shao, après les conquêtes, pour lui rendre hommage. Cao Cao faisait montre de remords devant ses généraux et a formulé un commentaire comme quoi il était inévitable pour lui de transformer son ancien ami en ennemi.

## Cause de la défaite
La bataille de Guandu est citée comme un excellent exemple de la façon dont la tactique et la stratégie peuvent être employées pour défaire des forces beaucoup plus importantes. En employant des feintes, des contre-attaques et les retraits stratégiques, les forces réduites de Cao Cao sont parvenues à rendre les forces énormément supérieures de Yuan Shao inutiles. On peut dire que Yuan Shao a simplement été déclassé par son ancien ami Cao Cao. Selon quelques sources, cependant, sa défaite peut être attribuée au fait de ne pas avoir écouté son conseiller Tian Feng. On dit qu'il a perdu sa chance de défaire Cao Cao dès le début quand il a refusé de mobiliser son armée, invoquant une mauvaise raison. Certains croient que Yuan Shao était atteint de sénilité. Ils arguent ainsi du fait que cette raison expliquerait comment un homme qui est parvenu à devenir, pendant une bonne période, la force dominante en Chine pourrait soudainement échouer complètement.

## Titres
Yuan Shao devint Aide au Général-en-Chef He Jin, pendant la révolution des  turbans jaunes. Estimé de ses supérieurs, il obtint le poste de Préposé Commis Impérial puis Colonel de l'Armée Centrale. Dong Zhuo appointa Yuan Shao Grand Administrateur de Bohai et le récompensa du titre de Marquis de Kangxiang 邟鄉侯. Yuan Shao devint chef de la coalition contre Dong Zhuo et se proclama par la suite Général des Chars et de la Cavalerie 車騎將軍 avec l'approbation des membres de la coalition. Il devient ensuite Gouverneur de Jizhou 冀州牧.
Sous la pression de Cao Cao, le fils du ciel récompensa Yuan Shao du titre de Grand Commandant 太尉, commuté en  Général-en-Chef 大將軍, et Marquis de Ye 鄴侯. Yuan Shao refusa ces récompenses.

## Citations Modernes
- Yuan Shao a d'abord été introduit dans l'univers des jeux vidéo en Occident par la console Nintendo. Koei produit alors Romance of the Three Kingdoms (RTK). Des suites seront faites par la suite, la franchise RTK se rendant d'ailleurs jusqu'à 11, au PC ou au PS2.
- Yuan Shao apparaît également dans le jeu Three Kingdoms: The Shifters sur mobile créé par Nikea Games, une compagnie indépendante de jeux vidéos sud-coréenne.
- Il fait aussi partie du jeu Dynasty Warriors, où l'on peut jouer le personnage de Yuan Shao, qui combat avec une épée, et fait aussi une apparition dans Warriors Orochi, un croisement entre Dynasty Warriors et Samurai Warriors, tous trois de Koei.
- Yuan Shao fait une apparition mineure dans le jeu de Koei Kessen II.
- Yuan Shao apparaît aussi dans le jeu de cartes à collectionner Magic the Gathering, dans la série Portal Three Kingdoms.
- Sa faction et son personnage sont également jouables dans le jeu de stratégie Total War: Three Kingdoms sorti en 2019.